# Jotham Bradbury Sewall
Jotham Bradbury Sewall (* 3. Oktober 1825 in Newcastle, Maine; † 16. Juni 1913 in Brookline, Massachusetts) war ein US-amerikanischer Pfarrer, Klassischer Philologe und Hochschullehrer, der als Professor am Bowdoin College (1865–1877) und als Headmaster an der Thayer Academy (1877–1896) wirkte.

## Leben
Jotham Bradbury Sewall stammte aus einer Pfarrer- und Landwirtsfamilie, die seit dem 17. Jahrhundert in Neuengland ansässig war. Sein Großvater Jotham Sewall (1760–1850) und sein Vater Jotham Sewall jr. (1791–1884) waren Geistliche der kongregationalistischen Kirche. Jotham Bradbury Sewall war das sechste Kind seiner Eltern Jotham Sewall und Rachel Crosby Bradbury (1794–1837); er hatte zehn Geschwister, darunter drei Halbbrüder aus der zweiten Ehe seines Vaters mit Anna Baker († 1856). Er wuchs in Newcastle und Westbrook (Maine) auf, wo sein Vater 1838 die Pfarrstelle seines Großvaters übernahm.
Jotham Bradbury Sewall trat in die Fußstapfen seines Vaters und Großvaters. Er besuchte mit großem Erfolg die Schulen in Newcastle, Bluehill und Yarmouth (Maine) und studierte anschließend Theologie und Philologie am Bowdoin College, wo er 1848 den Bachelorgrad (A. B.) erlangte. Anschließend unterrichtete er an der städtischen Schule in Winthrop, an der Mädchenschule in Augusta und als Schulleiter (Principal) an der Lewiston Falls Academy in Auburn (von 1849 bis 1851). 1851 erlangte er am Bowdoin College den Mastergrad (A. M.) und unterrichtete ein Jahr lang als Tutor am College Griechisch und Mathematik. 1852 unterbrach er sein Lehramt und vertiefte seine Studien, um sich auf die Priesterweihe vorzubereiten. Er studierte am Bangor Theological Seminary (1854) und am Andover Theological Seminary in Maine (1854–1855), erwarb 1854 den Titel Doctor of Divinity (D. D.) und wurde 1855 zum Pfarrer der Congregational Church geweiht.
Von 1855 bis 1865 war Bradbury Pfarrer an der Central Congregational Church in Lynn (Massachusetts). 1865 verließ er den geistlichen Dienst und kehrte als Professor an das Bowdoin College zurück. Er war zunächst Professor für Rhetorik und Predigten (Rhetorics and Oratory), ab 1866 Professor des Griechischen und Lateinischen, ab 1873 ausschließlich Professor des Griechischen. 1877 wechselte er als Rektor (Headmaster) an die Thayer Academy in Braintree (Massachusetts), wo er 1896 in den Ruhestand trat. Dem Bowdoin College blieb er bis zu seinem Tod als Mitglied des Aufsichtsrats (Board of Overseers) verbunden. Im Ruhestand war er darüber hinaus ab 1895 Aufsichtsratsmitglied (Member of the Corporation) des Massachusetts Institute of Technology und ab 1899 Trustee der Thayer Academy. Für seine Verdienste verlieh ihm das Bowdoin College 1894 die theologische Ehrendoktorwürde.
Sewall war Gründungsmitglied der American Philological Association und fungierte im Jahr 1878/79 als Präsident der Gesellschaft. Am Bowdoin College stiftete er 1878 den Sewall Greek Prize, der einmal im Jahr an den Studenten des zweiten Studienjahrs (Sophomore) mit den besten Ergebnissen im Griechischkurs verliehen wird.
Seine Ehen mit Frances Louisa Swett (1821–1900, ab 1855) und Emelyn Louise French (* 1861, ab 1909) blieben kinderlos.

## Wissenschaftliches Werk
Neben dem Lehramt und seinen organisatorischen Aufgaben kam Sewall nur selten zu wissenschaftlicher Arbeit. Er veröffentlichte in seiner frühen Laufbahn Nachrufe auf seinen Großvater und auf den Pfarrer James Drummond, außerdem eine Aufsatzsammlung mit dem Titel Evenings with the Bible and Science (1864). In diesen Aufsätzen setzte sich Sewall mit den Ergebnissen der Naturwissenschaften und ihrer Vereinbarkeit mit der Bibel auseinander. Er vertrat dabei einen entschieden kreationistischen Standpunkt und hielt an der Chronologie und den Aussagen der Bibel fest. Im Bereich der Geologie zum Beispiel war er überzeugt, dass die zahlreichen Schichten der Erde und die fossilen Ablagerung von Gott in der Gestalt geschaffen wurden, wie sie heute vorliegen.
1870 folgte aus seiner Feder der erste gedruckte Katalog der Gemälde am Bowdoin College. Studien zur griechischen Syntax ließ Sewall in der Zeitschrift Transactions and Proceedings of the American Philological Association (TAPA) erschienen. 1896 veröffentlichte er eine Studienausgabe von Lukians Schrift Timon nach der Edition von Franz Volkmar Fritzsche.

## Schriften (Auswahl)
- Memoir of Reverend Jotham Sewall. Boston 1853
- In Memoriam [Rev. James Drummond]. Springfield (MA) 1862
- Evenings with the Bible and Science. Boston/New York 1864
- The Timon of Lucian. Fritzsche’s Text. Boston/London 1896